# Oropax
Chaos-Theater Oropax ist ein Comedy-Duo aus Freiburg im Breisgau. Die Brüder Volker und Thomas Martins gründeten es 1983 mit Jan-Erik Gürth.

## Geschichte
In den ersten Jahren betrieben die drei das Theaterspielen als Hobby. 1989 verließ Jan-Erik Gürth Oropax. Thomas und Volker Martins entwickelten ihre erste Duo-Show Der kürzeste Witz aller Zeiten. 1992 stieg das Duo ins Show-Geschäft ein und beschreibt sein Programm seitdem als „überraschend sinnlos“. Ihre Auftritte zeichnen sich durch ihre Spontaneität, einen starken Hang zu Kalauern und ausgefeiltem Wortwitz sowie durch ihren großen Körpereinsatz aus.
2018 bekamen sie den Kleinkunstpreis Baden-Württemberg. 2019 wurden die Brüder mit dem „Arosa Humorfüller“ ausgezeichnet.

## Trivia
Die Brüder Martins stehen im Guinness-Buch der Rekorde mit der weltgrößten Sammlung von Streifenkaugummis.

## Filmografie
DVD
- Die Weihnachtsshow (2004)
- Der doppelte Halbbruder (2005)
- Molkerei auf der Bounty (2010)
- Im Rahmen des Unmöglichen (2012)
- Chaos Royal (2014)

CD
- EntHemd (2002 - 800 Witze -)

Video on Demand
- Faden und Beigeschmack (2019)

## Programme
- 2019 „Testsieger am Scheitel.“
- 2016–2018 „Faden & Beigeschmack“
- 2013–2015 „Chaos Royal“
- 2011 „Zeiten-Wände; die Jahres-End-Show“; „Open-Water-Show: Pool-Position“; „Art on Ice“ Moderation (auch 2012)
- 2010–2012  „Im Rahmen des Unmöglichen“
- 2009–2015 Kindaprogramm „Ein Frosch namens Kuh“
- 2007 ff “Der 54. November (Zweite Weihnachts Show)”
- 2006–2009 “Molkerei auf der Bounty”
- 2008 Oropax im Schweizer National Cirkus Knie
- 2003–2006 “Der doppelte Halbbruder”
- 2001–2003 “EntHemd” die Show zur CD
- 1999–2001 “Hüter der Sinnlosigkeit”“”
- 1996–1999 “Wirr 2 & Irr”
- 1993–2006 “Buddhabrot im Christstollen – Die Weihnachtsshow”
- 1992–1996 “Funny Limits – die Scherzgrenze”
- 1990–1992 “Der kürzeste Witz aller Zeiten”
- 1987–1990 “Das lachende Toastbrot”
- 1986–1987 “Für Arne und Elvira”
- 1983–1986 “Einfach nur doof (Die göttliche Komödie)”

## Auftritte im TV
- SWF 3 minüter (SWF 1984)
- Queens Palace (HR 1989)
- Comedy Street (HR 1991)
- Die rote Laterne (RTL 1991)
- 36h Comedy Marathon (1994)
- Verstehen Sie Spaß? (ARD 1996)
- Na und (SWR 6 Folgen 1995–96)
- Harald Schmidt Show (6. März 1997)
- Mondscheinshow (ZDF 1998)
- Werk 2 (ZDF 6 Folgen 1998)
- Viktors Spätprogramm (SF 1 1998, 1999, 2002)
- Quatsch Comedy Club (ProSieben 2000)
- Benissimo (SF 1 1999, 2004)
- NightWash (WDR 2004, 2005, 2006, 2011)
- Arosa Humor-Festival (SF1 1998, 2000, 2002, 2004, 2006, 2008, 2009, 2011, SRF 1 2013, 2014, 2016, 2018)
- Fun(k)haus (WDR 2007, 2009, 2011)
- Deutschland lacht (ARD 2007)
- und basta (WDR 2007)
- Talk Täglich (TeleZüri 2007)
- Giacobbo/Müller (SF 1 2008, 2010, 2011, 2012, SRF 1 2013, 2015, 2016)
- Deal or No Deal Jubiläumssendung (SF 1 2010)
- Das große Kleinkunstfestival (RBB 2011, 2018)
- Jeder Rappen zählt (SRF zwei 2014)
- glanz & gloria (SRF 1 2015, 2018)
- 1 gegen 100 (SRF 2018)
- Comedybar (2019)